# Busloup
Busloup ist eine französische Gemeinde mit 496 Einwohnern (Stand: 1. Januar 2022) im Département Loir-et-Cher in der Region Centre-Val de Loire. Sie gehört zum Kanton Le Perche im Arrondissement Vendôme. Die Einwohner werden Bucilliens genannt.

## Geografie
Die GemeindeBusloup liegt etwa 36 Kilometer nordnordwestlich von Blois in der Landschaft Le Perche am Flüsschen Gratte-Loup, 14 Kilometer nordöstlich von Vendôme. Umgeben wird Busloup von den Nachbargemeinden La Ville-aux-Clercs im Westen und Norden und, Saint-Hilaire-la-Gravelle im Nordosten, Fréteval im Osten, Pezou im Südosten und Süden sowie Lisle im Südwesten.

## Bevölkerungsentwicklung
| Jahr                       | 1962 | 1968 | 1975 | 1982 | 1990 | 1999 | 2006 | 2015 | 2022 |
| -------------------------- | ---- | ---- | ---- | ---- | ---- | ---- | ---- | ---- | ---- |
| Einwohner                  | 360  | 332  | 309  | 336  | 361  | 379  | 445  | 431  | 496  |
| Quellen: Cassini und INSEE |      |      |      |      |      |      |      |      |      |

## Sehenswürdigkeiten
- Kirche Sainte-Anne-et-Saint-Pierre, Monument historique
- Kapelle Sainte-Radégonde

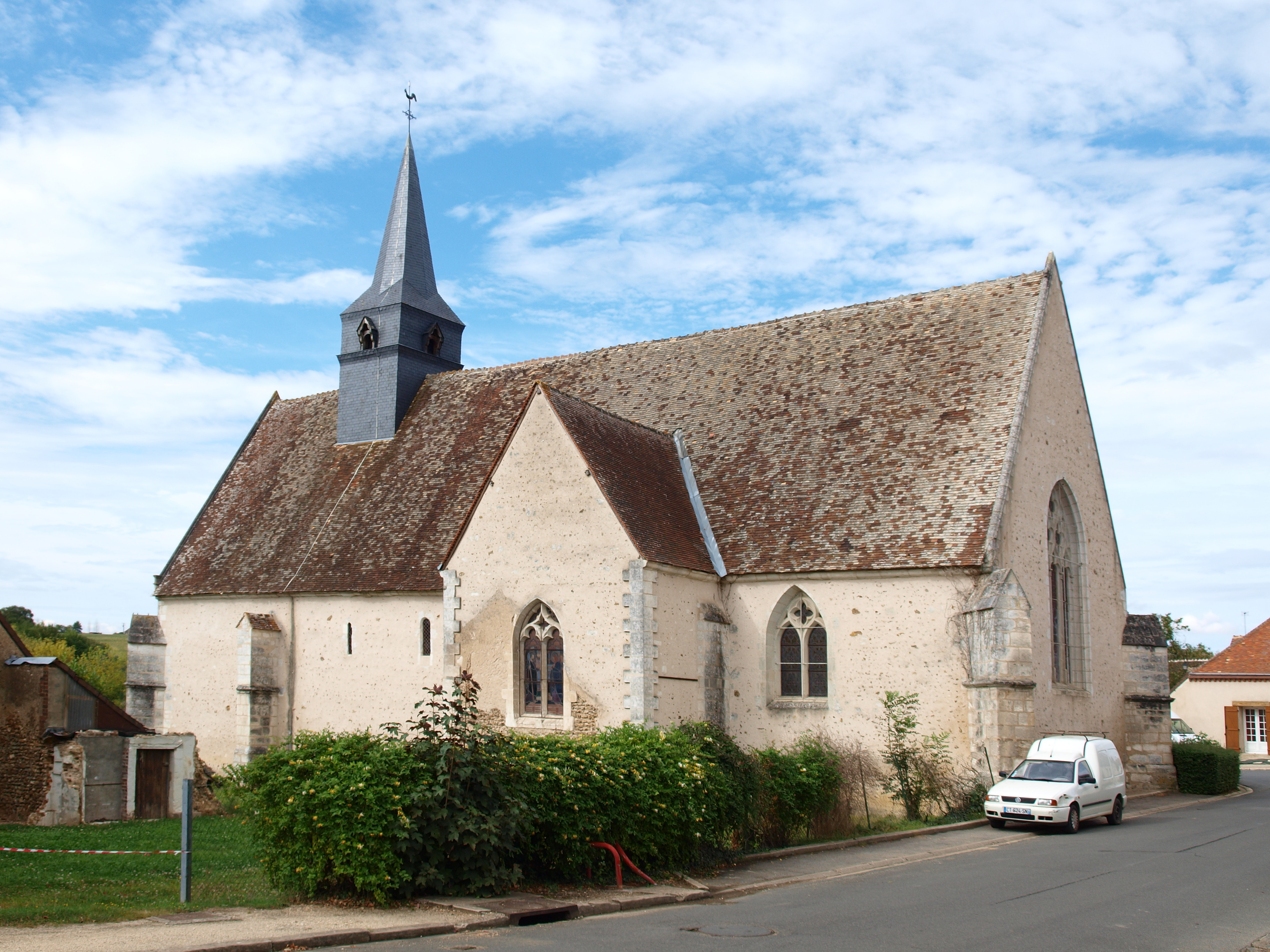
Kirche Sainte-Anne-et-Saint-Pierre
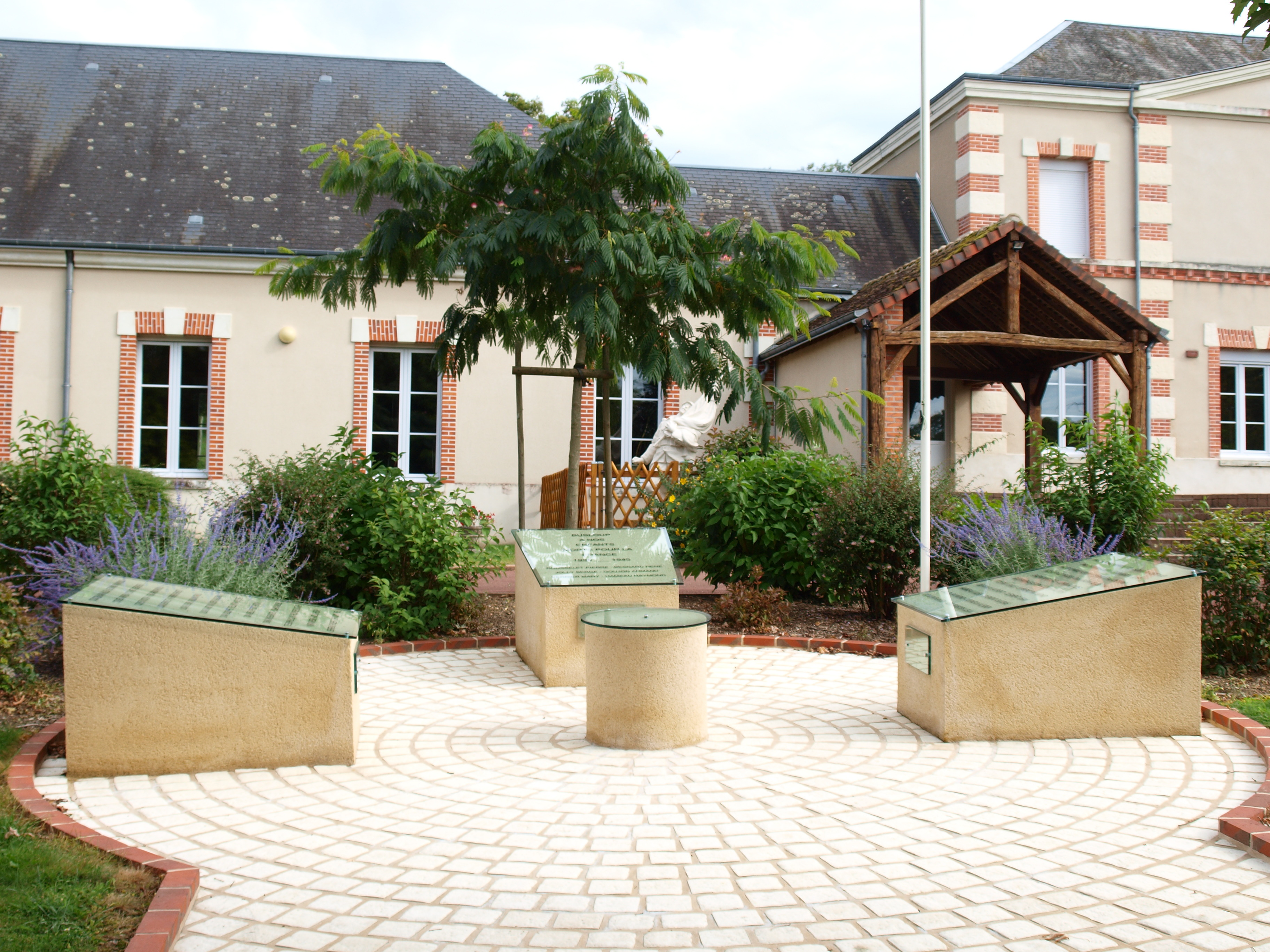
Gefallenendenkmal